# Законодательное собрание Ямало-Ненецкого автономного округа
Законода́тельное собра́ние Яма́ло-Не́нецкого автоно́много о́круга — высший законодательный (представительный) орган государственной власти Ямало-Ненецкого автономного округа.
Законодательное Собрание автономного округа состоит из 22 депутатов, избираемых гражданами по смешанной системе. Срок полномочий депутатов одного созыва — 5 лет.

## История
После подписания в 1992 году Федеративного договора и принятием в декабре 1993 года Конституции Российской Федерации автономные округа были провозглашены полноправными субъектами федеративных отношений и получили нормативную базу для организации взаимодействия с центром на основе разграничения предметов ведения и полномочий.

### I созыв
6 марта 1994 года на территории Ямало-Ненецкого автономного округа состоялись первые выборы в новый законодательный (представительный) орган государственной власти. Через некоторое время он получил название «Государственная Дума Ямало-Ненецкого автономного округа», по аналогии с Государственной Думой России. Первый созыв проработал два года.

### IV созыв
27 марта 2005 года состоялись выборы депутатов Государственной думы ЯНАО четвёртого созыва. В IV созыв по единому избирательному округу по пропорциональной системе избрано 11 депутатов: 8 членов партии «Единая Россия», 2 депутата от партии «Родина» и 1 представитель от КПРФ. По одномандатным избирательным округам по мажоритарной системе избрано 8 депутатов (7 самовыдвиженцев и 1 член «Единой России»), по многомандатному избирательному округу – 3 депутата от КМНС (2 представителя от «Единой России» и 1 самовыдвиженец).
В феврале 2009 года депутаты думы внесли изменения в Устав ЯНАО, согласно которым изменилось наименование представительного органа: Государственная дума Ямало-Ненецкого автономного округа была переименована в Законодательное собрание Ямало-Ненецкого автономного округа.
Полномочия депутатов Законодательного собрания ЯНАО четвёртого созыва истекли в марте 2010 года.

### V созыв
14 марта 2010 года состоялись выборы депутатов Законодательного собрания пятого созыва. В V созыв по единому избирательному округу по партийным спискам избрано 11 депутатов, из них 7 членов политической партии «Единая Россия», 2 члена от ЛДПР, по одному члену от КПРФ и «Справедливой России». Вторая половина депутатов была избрана по одномандатным избирательным округам, из них 10 членов «Единой России» и 1 член ЛДПР.
Полномочия депутатов пятого созыва истекли 30 сентября 2015 года.

### VI созыв
13 сентября 2015 года состоялись выборы депутатов Законодательного собрания шестого созыва. В VI созыв по одномандатным округам избрано 11 членов партии «Единая Россия». По единому избирательному округу по партийным спискам избрано 7 депутатов от «Единой России», 2 депутата от ЛДПР, 1 депутат от КПРФ и 1 депутат от «Справедливой России».
30 сентября 2015 года шестой созыв собрался на первое заседание, на котором избраны руководящие органы парламента. 1 октября 2015 года новый созыв депутатов избрал Губернатора ЯНАО.

## Председатели
- 27 апреля 1994 — 15 мая 1996 года — Бабин, Николай Андреевич[7]
- 15 мая 1996 — 23 января 1998 года — Корепанов, Сергей Евгеньевич[7]
- 23 января 1998 — 15 апреля 2000 года — Артюхов, Андрей Викторович[7]
- 15 апреля — 1 ноября 2000 года — Артеев, Алексей Владимирович[7]
- 1 ноября 2000 — 30 сентября 2015 года — Харючи, Сергей Николаевич[7]
- 30 сентября 2015 — Сергей Миронович Ямкин

## Представитель вСовете Федерации
1. Керпельман Ефим Львович (13 декабря 2000 — 2 июня 2004, полномочия прекращены досрочно)
2. Гутин Борис Михайлович (2 июня 2004 — 26 мая 2006, полномочия прекращены досрочно)
3. Ананьев Дмитрий Николаевич (25 сентября 2006 — 18 августа 2013, полномочия прекращены досрочно)
4. Ермаков Александр Михайлович (25 сентября 2013 — 24 сентября 2020)
5. Ледков Григорий Петрович (с 24 сентября 2020)